# あの・・涙があるから愛があるんですケド。
『あの・・涙があるから愛があるんですケド。』（あの なみだがあるからあいがあるんですケド）は、遊助の3枚目のオリジナルアルバム。2012年4月4日にソニー・ミュージックレコーズから発売された。
テーマは、「愛」。

## 解説
2枚目のアルバム『あの・・夢もてますケド。』から約1年2か月ぶりのアルバムとなる。2011年7月20日に発売された「全部好き。」から2012年3月7日発売の「Baby Baby」までのシングルが収録されている。なお、前作と同様に、本作に収録されている楽曲は初回生産限定盤・通常盤でそれぞれ一部異なっており、初回生産限定盤は、10枚目のシングル「Baby Baby」のカップリング「Day by Day」が収録され、通常盤は、7枚目のシングル「全部好き。」のカップリング「レインボー」が収録される。
また本作には、遊助が自身の実体験のことを歌詞に入れた「History」が収録されている。この「History」の続編になる曲が次のアルバムに収録されている。
それまでの作品と同じく、遊助がアーティストと「遊turing」した楽曲が収録されている。また、本作ではデビューシングル「ひまわり」から遊助の楽曲に参加しているN.O.B.Bが所属している「餓鬼レンジャー」と遊turingしている。
『あの・・こんなんできましたケド。』『あの・・夢もてますケド。』に次いで3番目に累計売上が多い。

## CDタイプ
- 初回生産限定盤…3700円
  - CD+DVD+デジパック仕様
- 通常盤…3059円
  - CD+初回生産分のみ特製ポケットカレンダー封入

## 収録内容

### 初回生産限定盤
CD
1. Introduction
作曲・編曲：N.O.B.B
2. 一笑懸命
作詞：遊助、作曲：河田総一郎（soulife）・遊助、編曲：佐々木望（soulife）
3. 空飛ぶ電車
作詞・作曲：遊助、編曲：橋本幸太
  - JR東日本「新幹線YEAR2012」CMソング
4. Baby Baby
作詞：遊助、作曲：遊助・N.O.B.B、編曲：N.O.B.B
5. I’ll try my best
作詞：遊助、作曲・編曲：イイジマケン・ピエール
6. 全部好き。
作詞：遊助、作曲・編曲：木村有希
7. イナヅマ侍
作詞：遊助、作曲・編曲：N.O.B.B
8. 今夜は無礼講 遊turing 餓鬼レンジャー
作詞：遊助・ポチョムキン・YOSHI、作曲・編曲：N.O.B.B
9. History
作詞：遊助、作曲・編曲：N.O.B.B
10. 涙の金メダル
作詞：遊助、作曲・編曲：Daisuke"D.I"Imai
11. ガラスのエース 遊turing 柴田知美
作詞：遊助・柴田知美、作曲・編曲：Mine-Chang
12. 雄叫び
作詞：遊助、作曲：木村有希、編曲：木村有希・CHOKKAKU
  - 映画『劇場版 NARUTO -ナルト- ブラッド・プリズン』主題歌
13. 君が消えた日
作詞：遊助、作曲・編曲：重永亮介
14. Day by Day
作詞：遊助、作曲：Red-T・遊助、編曲：Red-T
15. かすみ草
作詞：遊助、作曲：遊助・藤末樹、編曲：藤末樹

DVD
1. キッズティーチャー ゆーすけ先生

### 通常盤(CDのみ)
1. Introduction
2. 一笑懸命
3. 空飛ぶ電車
4. Baby Baby
5. I’ll try my best
6. 全部好き。
7. イナヅマ侍
8. 今夜は無礼講 遊turing 餓鬼レンジャー
9. History
10. 涙の金メダル
11. ガラスのエース 遊turing 柴田知美
12. 雄叫び
13. 君が消えた日
14. レインボー
作詞：遊助、作曲：遊助・市川喜康、編曲：CHOKKAKU
  - テレビ東京系アニメ『しまじろうヘソカ』オープニングテーマ
15. かすみ草